# Theodore Thomas
Theodore Christian Friedrich Thomas (ur. 11 października 1835 w Esens, zm. 4 stycznia 1905 w Chicago) – amerykański dyrygent i skrzypek niemieckiego pochodzenia.

## Życiorys
W wieku 2 lat rozpoczął naukę gry na skrzypcach u swojego ojca, muzyka miejskiego z Esens. Mając 7 lat występował publicznie. W 1845 wraz z rodziną przeniósł się do Nowego Jorku, gdzie razem z ojcem grał w małych orkiestrach teatralnych, zarabiając na życie. W wieku czternastu lat był na tyle dojrzałym i niezależnym skrzypkiem, że samodzielnie zorganizował i odbył długą trasę koncertową, dając recitale solowe w południowych stanach USA. W 1850 wrócił do Nowego Jorku, gdzie szybko ugruntował swoją pozycję czołowego skrzypka – solisty i kameralisty. Był członkiem i liderem wielu orkiestr operowych, teatralnych i koncertowych. W 1854 został skrzypkiem Filharmonii Nowojorskiej. Wiadomo, że w tym czasie studiował harmonię i kontapunkt, jednak formalnie był autodydaktą, a podstaw dyrygentury uczył się obserwując w akcji dyrygentów i muzyków w różnych orkiestrach.
W 1855 wraz z pianistą Williamem Masonem zainicjował czternastoletni cykl comiesięcznych koncertów kameralnych w nowojorskim Dodworth Hall, z inauguracyjnym prawykonaniem Tria fortepianowego H-dur op. 8 Brahmsa. W 1859 poprowadził w nowojorskiej Academy of Music opery Lukrecja Borgia i Faworyta Donizettiego. W 1862 osobiście sponsorował i poprowadził swój pierwszy koncert symfoniczny w Irving Hall. Program koncertu w wyważony sposób obejmował muzykę lekką i poważną, dzięki czemu Thomas łatwiej docierał do szerokiej publiczności, równocześnie bawiąc ją i edukując. Podobny repertuar prezentował też podczas letnich koncertów w nowojorskim Central Park Garden (1865 i 1868–1875) oraz w Chicago (1877–1890).
W sezonie 1862/63 wraz z Theodorem Eisfeldem prowadził koncerty w Brooklyn Philharmonic Society, od 1866 został samodzielnym dyrygentem towarzystwa pełniąc tę funkcję do 1891, a założona przez niego w 1867 Theodore Thomas Orchestra miała tam swoją stałą siedzibę. W 1869 Thomas rozpoczął ze swoją orkiestrą trwającą dwie dekady serię tras koncertowych po USA i Kanadzie, często występując w miastach, w których nigdy wcześniej nie słyszano orkiestry symfonicznej, tym samym przyczyniając się w istotnym stopniu do rozwoju życia muzycznego Ameryki.
W latach 1877–1891 prowadził Filharmonię Nowojorską, będąc jej dyrektorem muzycznym i pierwszym dyrygentem. Podczas jego kadencji poziom artystyczny i finansowy orkiestry znacznie się poprawił, a wielu muzyków z jego własnej orkiestry (którą ostatecznie rozwiązał w 1888) zostało stałymi członkami Filharmonii. W 1891 założył Chicagowską Orkiestrę Symfoniczną, którą prowadził aż do swojej śmierci w 1905. Orkiestra ta, od początku uznawana za jedną z najlepszych w kraju, jest też najbardziej oczywistą spuścizną Thomasa. Zarówno z tym zespołem, jak i z jego wcześniejszą Theodore Thomas Orchestra, wyznaczył rygorystycznie wysokie standardy wykonania muzyki symfonicznej w Stanach Zjednoczonych.
W uznaniu swoich zasług otrzymał doktoraty honoris causa Uniwersytetu Yale (1880) i Hamilton College (1881).